# رادیکا آپته
رادیکا آپته (به انگلیسی: Radhika Apte) (زاده ۷ سپتامبر ۱۹۸۵) بازیگر هندی است که بیشتر در فیلم های هندی، تامیل، تلوگو و مراتی به فعالیت مشغول است. آپته تاکنون چند جایزه را دریافت کرده است. آپته نخستین بازیگر هندی است که نامزد دریافت جایزه بین‌المللی امی شده است.
آپته بازیگری را از تئاتر آغاز کرد و اولین حضور او در سینما، با نقش‌آفرینی کوتاهی در درام فانتزی وای! این چیزی است که زندگی باید باشد! (۲۰۰۵) رقم خورد. نخستین نقش اصلی آپته در درام اجتماعی بنگالی انتظار بی پایان در سال ۲۰۰۹ بود. او به خاطر نقش‌های مکمل در سه محصول بالیوودی در سال ۲۰۱۵ مورد توجه قرار گرفت: درام شهر انتقام، کمدی شکارچییی، و فیلم زندگی‌نامه‌ای مانجی: مرد کوهستان.
بازی او در نقش اصلی فیلم‌های مستقل فوبیا و پارچد در سال ۲۰۱۶ مورد تحسین منتقدان قرار گرفت. آپته در سال ۲۰۱۸، در سه محصول نتفلیکس بازی کرد:  فیلم چندگانه داستان شهوت، سریال هیجان‌انگیز بازی‌های مقدس و مینی‌سریال ترسناک غول. او برای بازی‌اش در داستان شهوت نامزد دریافت جایزه بین‌المللی امی شد. او از آن زمان در چند محصول دیگر نتفلیکس بازی کرد و در فیلم آمریکایی ندایی برای جاسوسی، در نقش نور عنایت خان حاضر شد.
آپته افزون بر فعالیت در فیلم‌های مستقل، بازیگری در نقش اصلی سینمای تجاری را نیز تجربه کرده است، مانند فیلم اکشن تامیلی کابالی (۲۰۱۶)، فیلم زندگی‌نامه‌ای هندی پدمن (۲۰۱۸) و کمدی سیاه هندی ملودی کور (۲۰۱۸) که همگی از نظر تجاری موفق بودند. او در سال ۲۰۱۲ با بندیکت تیلور، موسیقیدان ساکن لندن ازدواج کرد.

## فیلم‌شناسی
فیلم
| سال  | نام فیلم                              | نقش               | زبان        | نکات        | مرجع. |
| ---- | ------------------------------------- | ----------------- | ----------- | ----------- | ----- |
| ۲۰۰۵ | وای! این چیزی است که زندگی باید باشد! | آنجلی             | هندی        |             |       |
| ۲۰۱۰ | تاریخچه خون                           | ناندینی           | تلوگو، هندی | فیلم بنگالی |       |
| ۲۰۱۱ | من هستم                               | ناتاشا            | هندی        |             |       |
| ۲۰۱۳ | همه پادشاه خوش‌تیپ                     | میناکشی           | تامیل       |             |       |
| ۲۰۱۴ | افسانه                                | رادیکا            | تلوگو       |             |       |
| ۲۰۱۵ | شهر انتقام                            | کنچان "کوکو"      | هندی        |             |       |
| ۲۰۱۵ | شیر                                   | سارایو            | تلوگو       |             |       |
| ۲۰۱۵ | مانجی: مرد کوهستان                    | پاگونی‌یا          | هندی        |             |       |
| ۲۰۱۶ | پارچد                                 | لاجو              | هندی        |             |       |
| ۲۰۱۶ | فوبیا                                 | مهاک              | هندی        |             |       |
| ۲۰۱۶ | کابالی                                | کوموداوالی        | تامیل       |             |       |
| ۲۰۱۸ | پدمن                                  | گایاتری چاوهان    | هندی        |             | [ ۳ ] |
| ۲۰۱۸ | داستان شهوت                           | کالیندی           | هندی        |             |       |
| ۲۰۱۸ | اشرام                                 |                   | انگلیسی     |             |       |
| ۲۰۱۸ | ملودی کور                             | صوفیه             | هندی        |             |       |
| ۲۰۱۸ | بازار                                 | پری‌یا رای         | هندی        |             |       |
| ۲۰۲۰ | تنها در شب                            | رادها             | هندی        |             | [ ۴ ] |
| ۲۰۲۲ | پزشکی قانونی                          | میگا شرما         | هندی        |             | [ ۵ ] |
| ۲۰۲۲ | ویکرام ودها                           | پری‌یا             | هندی        |             | [ ۶ ] |
| ۲۰۲۲ | مونیکا، ای عزیزم                      | ویجایاشانتی نایدو | هندی        |             | [ ۷ ] |